# Marina Tower
La Marina Tower est un gratte-ciel résidentiel de 150 mètres de hauteur construit à Beyrouth en 2007. Fin 2009 c'était le plus haut gratte-ciel de Beyrouth.
La surface de plancher de l'immeuble est de 57 000 m2.
Ses architectes sont l'agence d'architecture américaine Kohn Pedersen Fox et la société libanaise Dar Al-Handasah.